# Inderdew Sewrajsing

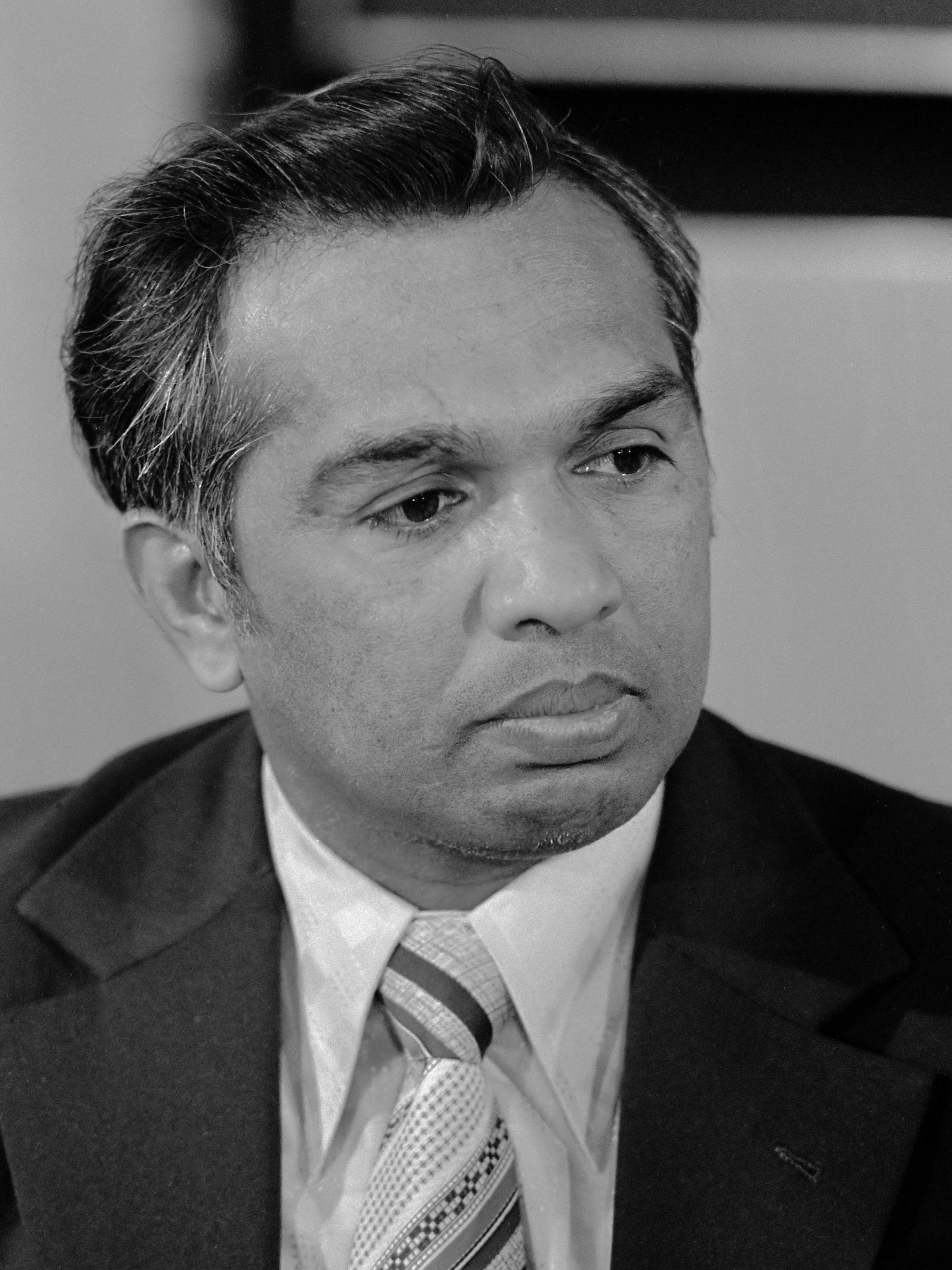
Inderdew Sewrajsing (1983)

Inderdew Sewrajsing (Suriname (district), 3 januari 1939) is een Surinaams politicus en diplomaat.

## Biografie
In 1960 haalde hij z'n diploma aan de AMS waarna hij in Nederland ging studeren aan de Landbouw Hogeschool Wageningen. Na daar in 1966 te zijn afgestudeerd in de tropische cultuurtechniek liep hij nog een half jaar stage in Nederland. In januari 1967 keerde hij terug naar Suriname waar hij al snel een leidinggevende rol kreeg binnen het ministerie van Landbouw, Veeteelt en Visserij (LVV). Na de val van het tweede kabinet-Pengel was Sewrajsing vanaf maart 1969 ruim een half jaar de minister van LVV in het daaropvolgende zakenkabinet onder leiding van premier Arthur May. Daarna studeerde hij 'international relations' (internationale betrekkingen) aan de University of the West Indies in Trinidad en Tobago en daarna volgde hij in Den Haag een soortgelijke studie. Vervolgens liep hij in Nederland stage bij het Ministerie van Buitenlandse Zaken waarna hij in 1972 benoemd werd tot ambassadesecretaris bij de Nederlandse ambassade in Brazilië. Eind 1975 werd Suriname onafhankelijk en in april 1976 werd hij de eerste ambassadeur voor Suriname in Brazilië. In 1981 volgde zijn benoeming tot permanent vertegenwoordiger van Suriname bij de Verenigde Naties in New York. Na de Decembermoorden eind 1982 stapte hij op en was Sewrajsing enkele jaren secretaris-generaal van de Raad voor de Bevrijding van Suriname die onder het voorzitterschap van Henk Chin A Sen zich verzette tegen het militaire bestuur in Suriname.